# 拉德口遗址
拉德口遗址，位于中国青海省贵德县罗汉堂乡罗汉堂村，为青海省市县级文物保护单位，公布日期为1987年8月6日，类型为古遗址。
拉德口遗址的历史年代为青铜时代。